# La lámpara de Dios
La lámpara de Dios es una novela escrita y publicada en 1935 por Ellery Queen, el mismo año que El misterio de Cabo Español. Fue publicada originalmente en la revista Detective Story en 1935 y más tarde en forma de libro como parte de “Las nuevas aventuras de Ellery Queen" en 1940. Ediciones Dell la ofreció también por separado en una colección popular en inglés en 1951. En España la publicó "Editorial Mateu" con el título "Alicia en el país del desconcierto".

## Argumento
Ellery Queen es requerido por un amigo abogado para ayudar a proteger los intereses de una joven heredera. Se reúnen ella, junto con un desagradable médico que es amigo de su familia, y que como ella desembarca en Nueva York de un trasatlántico que llega de Inglaterra. La muchacha se entera de que su padre, de quien ha estado separada desde hace años, murió poco antes de que ella se reuniera con su excéntrica familia, a la espera de una legendaria herencia. El grupo de personas viaja durante horas para llegar a una siniestra casa victoriana llamada la Casa Negra al caer la noche. La mansión, donde murió su padre, es inhabitable, el grupo se reúne con la familia y las habitaciones en una pequeña casa de piedra junto a ella. Cuando despiertan, la Casa Negra ha desaparecido como si nunca hubiera existido. Ellery debe deshacerse de toda la parafernalia gótica y las sugerencias de magia negra con el fin de averiguar qué ha pasado con la Casa Negra y con el tesoro que guarda.

## Valoración
Después de nueve novelas de misterio y la primera de muchas películas, el personaje de Ellery Queen estaba en ese momento firmemente establecida. Esta novela fue de las primeras piezas cortas de ficción ofrecidas por Ellery Queen. En este período en el canon de Ellery Queen se dan señales de cambio en el tipo de historia, alejándose del formato de intrincado rompecabezas que había sido su sello distintivo en las nueve novelas anteriores, cada una con una nacionalidad en su título y un desafío "para el lector "inmediatamente antes de que la solución se revelara. Ambas características desaparecen en este punto en el canon.
Para Julian Symons, en su trabajo "Bloody Murder - From the Detective Story to the Crime Novel: A History". London, Penguin: “Lo mejor de los cuentos cortos Ellery Queen pertenece a este intenso primer periodo de raciocinio, y tanto “Las aventuras de Ellery Queen” (1934) como “Las nuevas aventuras de Ellery Queen" (1940) son tan desconcertantes como el apasionado devoto de la ortodoxia pueda desear. Los argumentos de estos libros se componen con habilidad maravillosa."
Este relato fue incluido por John Dickson Carr en 1946 entre las diez mejores historias de misterio jamás escritas.